# Lebăr
Lebărul este un preparat de mezelărie românesc pe bază de carne de porc.
Lebărul este versiunea românească a Lebărvurstului german, cunoscut în Franța sub denumirea de „cârnat de pate de ficat”, dar spre deosebire de cârnatul german, care utilizează carne de vită, la pregătirea lebărului se folosește carne de porc.
Lebărul este preparat din ficat de porc, slănină, carne de porc, ceapă tocată și ouă întregi. Carnea, ficatul și slănina sunt tăiate și fierte înainte de a fi tocate și amestecate cu ceapa, condimentele și ouăle. În funcție de rețetă, tocătura este mai groasă sau mai fină, iar amestecul se fierbe înainte sau după ce a fost introdus într-un maț de porc. Tot în funcție de rețetă, pentru compoziție se folosesc și alte organe de porc precum rinichii, inima, plămânii sau gușa. Condimentele cele mai folosite sunt cimbrul, piperul sau foile de dafin.
Proporția de ficat de porc variază între 10 și 15%. O proporție mai crescută de ficat ar produce un gust mai intens și ar face întreaga compoziție imposibil de întins pe pâine, din cauza structurii tocăturii de ficat. 
Lebărul este una din mâncărurile românești tradiționale și se consumă în special în timpul sărbătorilor de iarnă. Este servit în general ca antreu în perioada Crăciunului, tartinat sau în felii pe pâine, cu muștar și murături.